# 帕特南區
帕特南區（英語：Putnam District）是位於美國康乃狄克州溫德姆縣的一個人口普查指定地區。

## 地理
帕特南區的座標為41°55′19″N 72°54′27″W / 41.92194°N 72.90750°W，而該地最高點為海拔高度125米（即410英尺）。

## 人口
根據2010年美國人口普查的數據，帕特南區的面積為8.30平方千米，當中陸地面積為8.20平方千米，而水域面積為0.10平方千米。當地共有人口7214人，而人口密度為每平方千米869人。